# Erotesis
Erotesis är ett släkte av nattsländor. Erotesis ingår i familjen långhornssländor.
Kladogram enligt Catalogue of Life och Dyntaxa:
| Erotesis | \| \| Erotesis baltica \| \| \| \| \| \| Erotesis japonica \| \| \| \| \| \| Erotesis schachti \| \| \| \| |
|          | \| \| Erotesis baltica \| \| \| \| \| \| Erotesis japonica \| \| \| \| \| \| Erotesis schachti \| \| \| \| |
|          | Erotesis baltica                                                                                           |
|          | |
|          | Erotesis japonica                                                                                          |
|          | |
|          | Erotesis schachti                                                                                          |
|          | |